# 1962 en sport
Cet article présente les faits marquants de l'année 1962 en sport.

## Automobile
- Graham Hill remporte le Championnat du monde de Formule 1 au volant d'une BRM.
- Joe Weatherly remporte le championnat de la série NASCAR avec un montant total de 56,110 $ (USD).

- 23 avril : disputant sur le circuit de Goodwood, l'un de ses tracés favoris, le Glover Trophy, au volant d'une Lotus 18 privée, Stirling Moss, qui avait dominé le début de l'épreuve avant d'être retardé par des ennuis mécaniques, est victime d'un grave accident, lorsque, revenu en course et s'apprêtant à se dédoubler du leader Graham Hill, il tira tout droit à l'entrée du virage de St-Mary, allant s'écraser à haute vitesse contre le talus. Relevé inconscient, il passera plusieurs semaines à l'hôpital avant de mettre un terme à sa carrière un an plus tard en raison des séquelles de l'accident.
- 3 juin : l'Écossais Jim Clark obtient — au volant de sa Lotus-Climax — la première pole position de sa carrière en Formule 1, à l'occasion de son 16e Grand Prix, lors du Grand Prix de Monaco, sur le circuit en ville de la principauté.
- 17 juin : le pilote écossais Jim Clark remporte sa première victoire dans le championnat du monde de Formule 1 — lors de son  17e Grand Prix — au Grand Prix de Belgique, sur le Circuit de Spa-Francorchamps.

## Baseball
- Les New York Yankees remportent les World Series face aux San Francisco Giants.
- Création de la franchise des Astros de Houston lors d'une expansion de la ligue nationale.

## Basket-ball
- 30 mars  : L'Égypte s'impose lors du premier championnat d'Afrique.
- 1er avril : Alsace de Bagnolet est champion de France.
- 18 avril : Les Boston Celtics sont champion NBA en battant en finales les Los Angeles Lakers 4 manches à 3.
- 29 septembre : L'URSS remporte le championnat d'Europe féminin.

## Cyclisme sur route
- 15 juillet : Jacques Anquetil gagne son troisième Tour de France.

- 2 septembre : Jean Stablinski est champion du monde sur route à Salò.

## Football
- Le Brésil remporte la Coupe du monde de football.
  - Article de fond : Coupe du monde de football 1962

## Football américain
- 23 décembre : Dallas Texans champion de l'AFL. Article détaillé : Saison AFL 1962.
- 30 décembre : Green Bay Packers champion de la NFL. Article détaillé : Saison NFL 1962.

## Hockey sur glace
- Les Maple Leafs de Toronto remportent la Coupe Stanley 1962.
- Coupe Magnus : AC Boulogne-Billancourt est sacré champion de France.
- La Suède remporte le championnat du monde.
- HC Viège est champion de Suisse.

## Rugby à XIII
- 20 mai : à Toulouse, Albi remporte le Championnat de France face à Villeneuve-sur-Lot 14-7.
- 3 juin : à Perpignan, Roanne remporte la Coupe de France face au Toulouse olympique XIII 16-10.

## Rugby à XV
- La France remporte le Tournoi des Cinq Nations.
- Le SU Agen est champion de France.

## Ski alpin
- Championnats du monde à Chamonix (France) : l'Autriche remporte 15 médailles, dont 6 d'or.

## Tennis
- Championnat de tennis d'Australie :
  - l'Australien Rod Laver s’impose en simple hommes ;
  - l'Australienne Margaret Smith Court s’impose en simple femmes.
- Tournoi de Roland-Garros :
  - l'Australien Rod Laver s’impose en simple hommes ;
  - l'Australienne Margaret Smith Court s’impose en simple femmes.
- Tournoi de Wimbledon :
  - l'Australien Rod Laver s’impose en simple hommes ;
  - l’Américaine Karen Hantze Susman s’impose en simple femmes.
- Championnat des États-Unis :
  - l'Australien Rod Laver s’impose en simple hommes ;
  - l'Australienne Margaret Smith Court s’impose en simple femmes.

Rod Laver devient le deuxième homme de l'histoire du tennis à réaliser le Grand Chelem.
- Coupe Davis : l'équipe d'Australie  bat celle du Mexique : 5 - 0.

## Vitesse moto
- 13 mai : sur le circuit de Charade à Clermont-Ferrand, Jim Redman (Rhodésie) remporte le Grand Prix moto de France 1962 en 250 cm3 sur une Honda RC162. Le Français Jean-Pierre Beltoise termine 5e à un tour du vainqueur.

## Naissances

### Janvier
- 3 janvier : Gavin Hastings, joueur de rugby à XV écossais.
- 27 janvier : Anselmo Fuerte, coureur cycliste espagnol.

### Février
- 1er février : Manuel Amoros, footballeur français.
- 13 février : Jackie Silva], joueuse de volley-ball et de beach-volley brésilienne.
- 14 février : Philippe Sella, joueur de rugby à XV français.
- 19 février : Hana Mandlíková, joueuse de tennis tchèque.
- 20 février : Pierre Quinon, athlète français, champion olympique du saut à la perche aux Jeux de Los Angeles en 1984, avec 5 m 75.
- 23 février : Ahn Byeong-Keun, judoka sud-coréen, champion olympique dans la catégorie des moins de 71 kg aux Jeux de Los Angeles en 1984.
- 28 février : Antonello Riva, joueur italien de basket-ball.

### Mars
- 1er mars : Russell Coutts, skipper (voile) néo-zélandais.
- 3 mars : Jackie Joyner-Kersee, athlète américaine.
- 5 mars : Brian Thompson, skipper britannique.
- 6 mars : Erika Hess, skieuse alpine suisse.
- 17 mars :
  - Stéphane Ostrowski, basketteur français.
  - Pello Ruiz Cabestany, coureur cycliste espagnol, ayant remporté 23 victoires entre 1984 et 1994.
- 23 mars : Steve Redgrave, aviron anglais.
- 26 mars : John Stockton, joueur américain de basket-ball.

### Avril
- 12 avril : Carlos Sainz, pilote automobile (rallye) espagnol.
- 19 avril : Al Unser Jr, pilote automobile américain, vainqueur des 500 Miles d'Indianapolis en 1992 et 1994, vainqueur du Championnat Cart en 1990 et 1994.
- 21 avril : Nawal El Moutawakil, athlète marocaine.

### Mai
- 8 mai : Alain Gautier, skipper (voile) français.
- 15 mai : Jimmy Pahun, skipper (voile) français.

### Juin
- 6 juin : Grant Fox, joueur de rugby à XV néo-zélandais (demi d'ouverture). Vainqueur de la première Coupe du monde de rugby en 1987, 46 sélections avec les All Blacks.
- 11 juin : Gaetan Duchesne, joueur canadien de hockey sur glace. († 16 avril 2007).
- 13 juin : Jean-Pierre Amat, tireur français.
- 30 juin : Michel Nowak, judoka français, médaillé olympique en 1984, aux Jeux de Los Angeles.

### Juillet
- 9 juillet : Brian Williams, joueur gallois de rugby à XV († 7 février 2007).
- 12 juillet : Julio César Chávez, boxeur mexicain.
- 25 juillet : Carin Bakkum, joueuse de tennis néerlandaise
- 29 juillet : Vincent Rousseau, coureur de fond belge.

### Août
- 5 août : Eric Geboers, pilote moto belge.
- 5 août : Patrick Ewing, basketteur américain.
- 30 août : François Delecour, pilote automobile (rallye) français.

### Septembre
- 1er septembre : Ruud Gullit, footballeur néerlandais.

### Octobre
- 2 octobre : Brian Holm, coureur cycliste danois.
- 5 octobre : Michael Andretti, pilote automobile américain.
- 9 octobre : Jorge Burruchaga, footballeur argentin.
- 13 octobre : Jerry Rice, joueur de football US américain.
- 19 octobre : Evander Holyfield, boxeur américain.
- 21 octobre : David Campese, joueur de rugby à XV australien.

### Novembre
- 5 novembre : Abedi Pelé, footballeur ghanéen.
- 29 novembre : Tom Lawton, joueur de rugby à XV australien, comptant 41 sélections avec l'équipe d'Australie au poste de talonneur de 1983 à 1989.
- 29 novembre : Catherine Chabaud, skipper (voile) française.

### Décembre
- 1er décembre : Sylvie Daigle, patineuse de vitesse canadienne.
- 9 décembre : Alberto Volpi, coureur cycliste italien, professionnel de 1984 à 1997.
- 16 décembre : Charly Mottet, coureur cycliste français.
- 28 décembre : Pascal Lévy est un cavalier français de saut d'obstacles.

## Décès
- 5 mai : Ernest Tyldesley, 73 ans, joueur de cricket anglais. (° 5 février 1889).
- 15 août : Donald Henderson « Dan » Bain, champion multidisciplinaire canadien qui remporte, entre autres, la Coupe Stanley du hockey sur glace à deux reprises.
- 13 octobre : Henri Oreiller, skieur alpin français.
- 1er novembre : Ricardo Rodriguez (20 ans), pilote mexicain de Formule 1. (° 14 février 1942).